# Andamiro
A Andamiro é uma companhia com sede em Seul, Coreia do Sul  especializada na fabricação e venda de peças suplementares para gabinetes de videojogos "arcade". É atualmente dirigida por Yong-Hwan Kim.
Ela ganhou reconhecimento e destaque ao criar o jogo simulador de dança Pump It Up, e mais tarde em parceria com a norte-americana Roxor, gabinetes para outro simulador de dança, In the Groove 2.
Fundada em 1992 como Oksan Co. Ltd, a companhia mudou seu nome para Andamiro Co. LTD no ano de 1999. 

## Máquinas Arcade
- Dragon Punch
- Hammer
- Bingo Show
- Last Call
- Pump It Up